# Linål

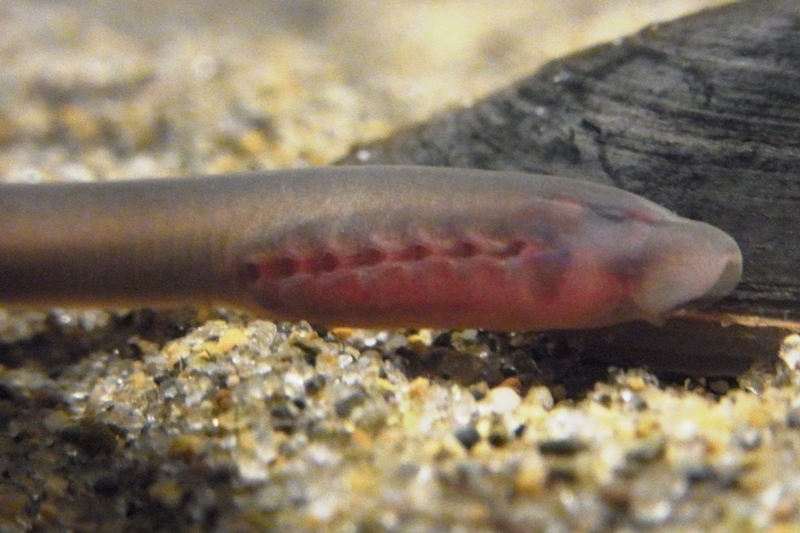
Före detta Ammocoetes reissneri, numera känd som linålen till Lethenteron reissneri

Linål är en beteckning på larvstadiet hos nejonögon, speciellt flodnejonögats larv. Den har fått sitt namn genom att den ofta förekommer i vatten där rötning av lin försiggår. Tidigare troddes linålar vara egna arter och fördes då till släktet Ammocoetes. Linålar benämns idag även som ammocoeteslarver. De (i stort sett) blinda linålarna lever som filtrerare, för flodnejonögats del i silt och slam på grunt vatten i tre till sju år, innan de genomgår metamorfos till vuxna adulta nejonögon.